# Rhinanthus javorkae
Rhinanthus javorkae är en snyltrotsväxtart som beskrevs av Soó. Rhinanthus javorkae ingår i släktet skallror, och familjen snyltrotsväxter. Inga underarter finns listade i Catalogue of Life.